# Bruggeneinde
Bruggeneinde is een gehucht in de Belgische gemeente Heist-op-den-Berg.

## Natuur & omgeving
De bewoning in Bruggeneinde bestaat voornamelijk uit straten met lintbebouwing en boerderijen, er wordt vrij intensief aan landbouw gedaan.
De Bruggeneindse Goren is een 2,1 ha groot natuurgebied en een van de laatste stukjes die overblijven van het ooit 1000 ha tellende natuurgebied Goorheyde. Zoals de naam al zegt bestond dit gebied voornamelijk uit heide.

## Bezienswaardigheden
- Het Kaasstrooi erf met de Kaasstrooimolen, de laatste houten standaardmolen in het arrondissement Mechelen en de 17de-eeuwse Pandoerenhoeve.

## Aangrenzende plaatsen
Bruggeneinde grenst aan Wiekevorst (noordoosten), Hulshout (zuidoosten) en Heist-op-den-Berg (westen).